# Luis Rallo
Luis Rallo (Còrdova, 4 de gener de 1973) és un actor espanyol.

## Biografia
Va estudiar per esdevenir actor al Laboratori William Layton de Madrid. Malgrat algunes incursions en el cinema (El ángel de la guarda), ha desenvolupat la major part de la seva carrera al teatre. És parella de l'actriu Alexandra Jiménez.
El 2000 va encapçalar el repartiment de les representacions de La naranja mecánica, una adaptació de l'obra d'Anthony Burgess ja portat al cinema per Stanley Kubrick, amb direcció d'Eduardo Fuentes. Rallo hi va interpretar Alex, que en les seves paraules «és un personatge dur que no entén la violència de manera racional sinó com un animal». L'any següent Rallo va participar en l'adaptació en castellà de l'obra Del pont estant d'Arthur Miller, dirigida per Miguel Narros. Protagonitzada per Helio Pedregal, Ana Marzoa i Iván Hermés. El 2002 Josefina Molina el va reclutar per a La lozana andaluza, amb text de Francisco Delicado escrit el 1528 i adaptat el 1963 per Rafael Alberti. El 2004 es va sumar al repartiment de Yo, Claudio, una adaptació de la novel·la homònima de Robert Graves a càrrec de Juan Carlos Plaza i amb Héctor Alterio en el paper de l'emperador romà. Segons Plaza, aquesta adaptació tracta la corrupció i la falta de llibertat. L'actor va obtenir una candidatura a la Unión de Actores y Actrices en la categoria de millor actor de repartiment.
El 2005, va participar en el muntatge de Don Juan de Alcalá, dirigit per Natalia Menéndez i basat en el text de José Zorrilla. El 2006 Rallo va participar en el díptic Hamlet/La tempesta que va orquestrar Lluís Pasqual. L'obra proposa una reflexió sobre com els conflictes es desenvolupen, o bé a través de l'esclat de la violència o a través del perdó.
El mateix any va participar esporàdicament en les sèries Amar en tiempos revueltos i MIR juntament amb l'adaptació de Jean Delly Un pequeño juego sin importancia, guanyadora de cinc premis Molière. Després de la gira va participar en un capítol d'El comisario

## Teatre
- La naranja mecánica (2000)
- Panorama desde el puente (2001)
- La lozana andaluza (2002)
- Yo Claudio (2004)
- Don Juan de Alcalá (2005)
- Hamlet (2006)
- La tempestad (2006)
- Un pequeño juego sin importancia (2006/07)
- Bodas de sangre (2009)

## Series
- Amar en tiempos revueltos (2006)
- MIR (2007)
- Hermanos y detectives(2007)
- El comisario (2007)
- Los Serrano (2008)
- La pecera de Eva (2009-10)
- Bandolera (2012)
- Velvet (2015) (1 episodo)
- Caronte (2020)

## Pel·lícules
- El ángel de la guardia (1996)
- Gordos (2009)
- Días sin Luz (2009) TV Movie
- Hoy quiero confesar (2011) TV Movie
- Veronica (2017)

## Premis
- El 2003 va ser candidat de la Unión de Actores al millor actor de repartiment de teatre.[4]